# Lomo a la orza

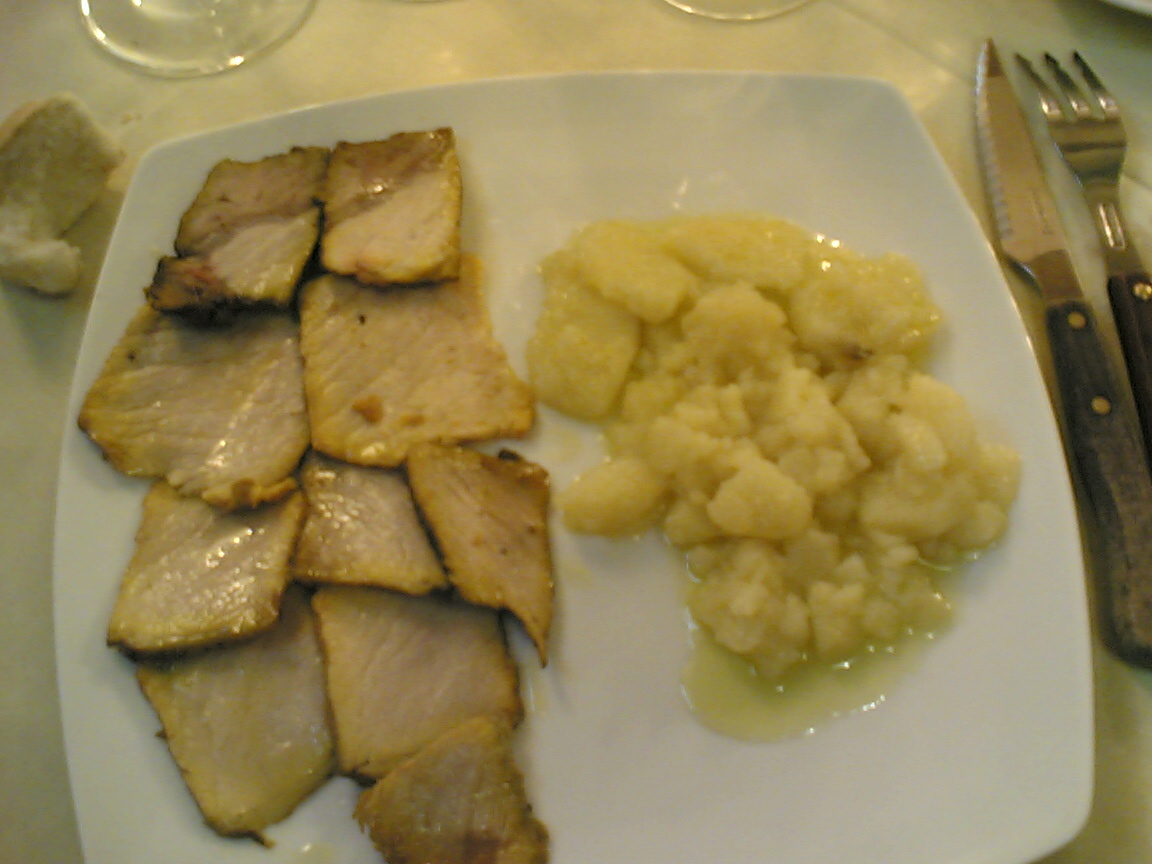
Lomo de orza (izquierda)

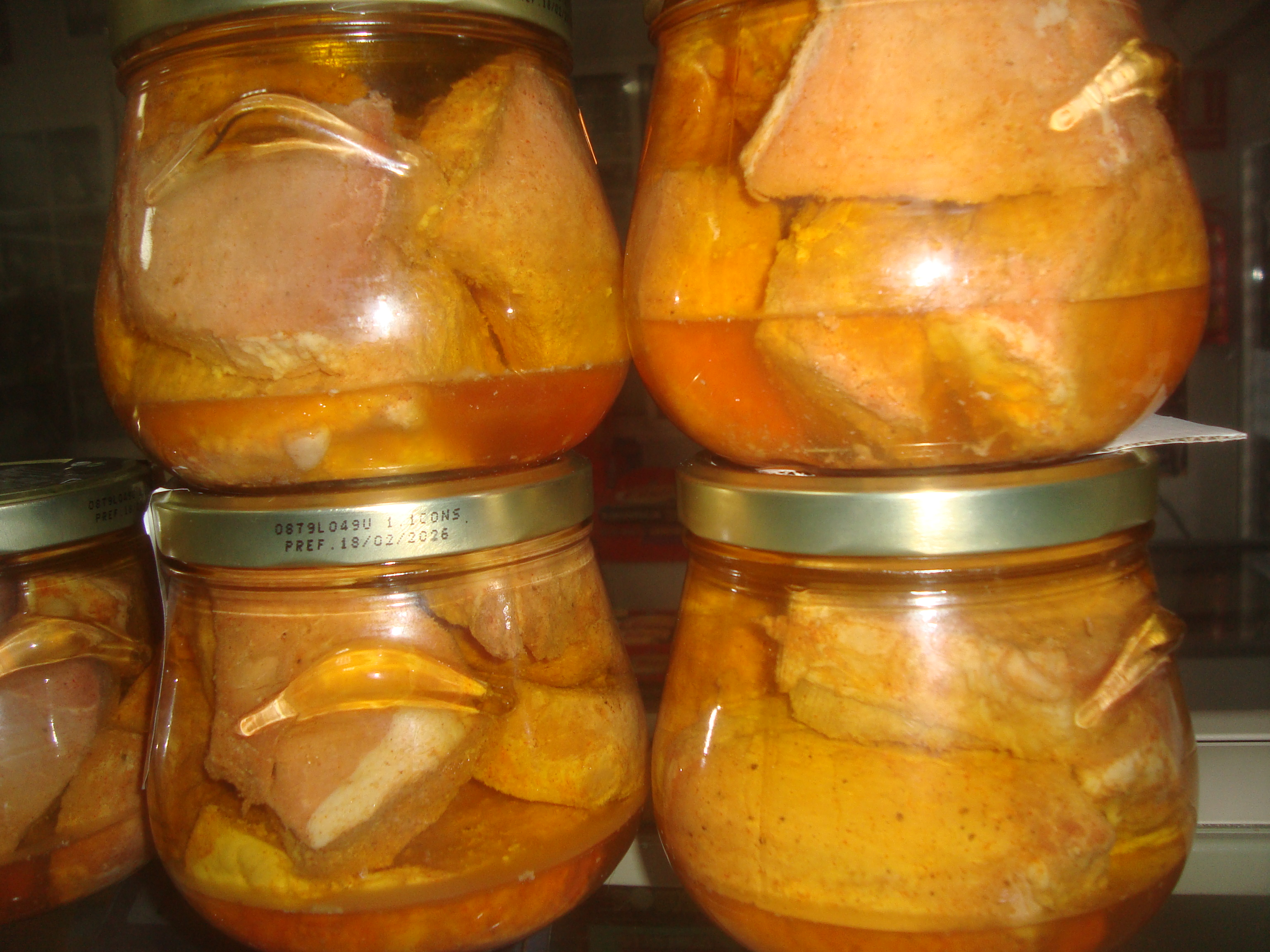
Lomo frito de orza

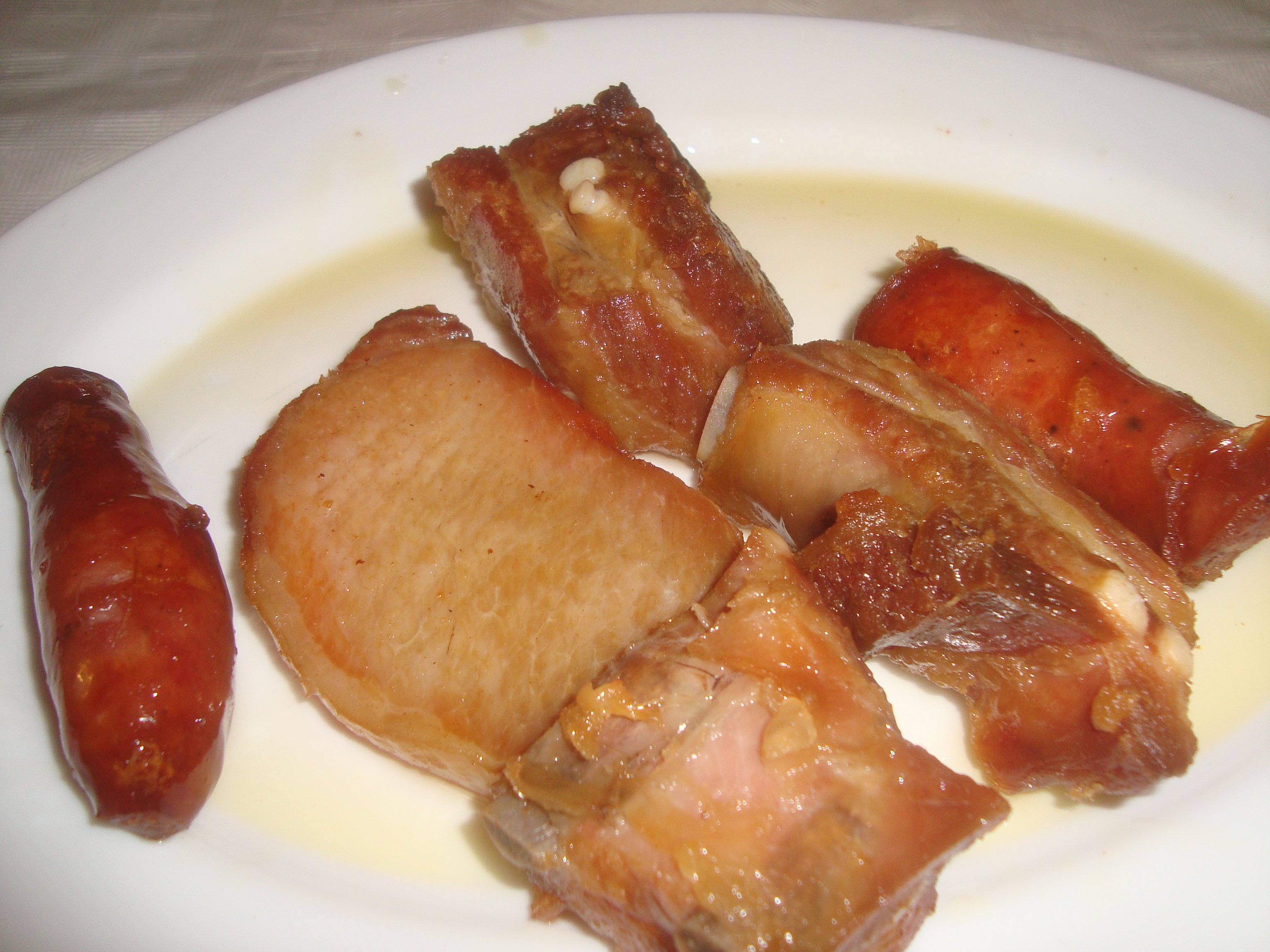
Conserva de orza

El lomo de orza o lomo a la orza es un plato típico de las matanzas y de la gastronomía castellanomanchega —principalmente en Ciudad Real, Albacete y Cuenca—, granadina, jienense, almeriense y valenciana, que se utilizaba a modo de conserva, friendo a fuego muy lento el lomo fresco del cerdo en su propia manteca, con especias como el clavo de olor, canela, pimienta negra, laurel, ajos, orégano etc, y limón. De esa manera, adquiría un sabor y aroma suculentos, después, se introducía todo en una orza de barro dejando enfriar la elaboración, la manteca se solidificaba y se depositaba la orza tapada en un lugar fresco, seco y sin apenas luz para su mayor conservación, esto también se hacía con los chorizos de la matanza, de esa manera aguantaban todo el invierno y parte de la primavera sin que la carne del cerdo se echara a perder.
Otra forma de hacerlo es usando aceite de oliva en lugar de manteca e introducirlo fresco en lugar de frito en la orza.
- Datos: Q5978637